# 蔡厝站
蔡厝站（廈門話：/t͡sʰua˥˧ t͡sʰu˨˩/）是厦门轨道交通3号线的地铁车站，位于中华人民共和国福建省厦门市翔安区翔安东路。本站于2021年6月25日正式启用。

## 车站構造
本站为高架二层岛式车站，是厦门地铁系统第二个高架站。
| 地上二层 | 西行                                 | 3 往廈門火車站方向 （後村）            |
| 地上二层 | 岛式站台，列车运行方向左侧的车门开启 |                                        |
| 地上二层 | 東行                                 | 3 終點站                               |
| 地面层   | 出入口、站厅                         | 出入口、票务服务、客服中心、进出站闸机 |